# کومابا

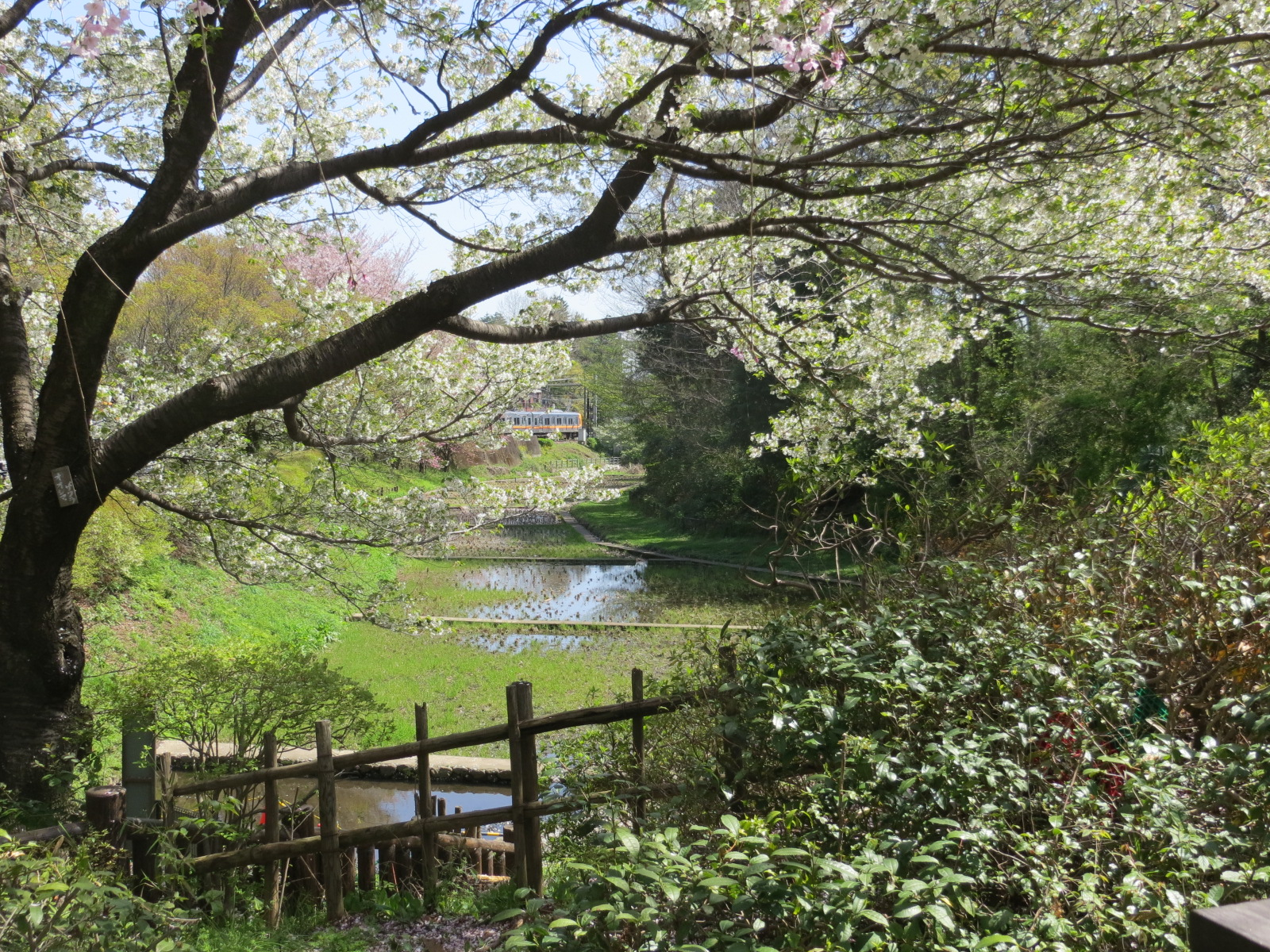

کومابا (به ژاپنی: 駒場 Komaba)، محله ای مسکونی در ناحیه شمالی مگورو-کو، توکیو، ژاپن است. این محله که از چهار ناحیه تشکیل شده، در سال ۲۰۲۰ ۶۸۴۷ نفر جمعیت دارد.